# 군산월명체육관
군산월명체육관(群山月明體育館)은 전북특별자치도 군산시 번영로 281에 위치한 체육관이다. 한국프로농구 전주 KCC 이지스의 제 2홈경기장으로 사용했다. 인근에 월명종합경기장 야구장이 있다.